# Brots germinats

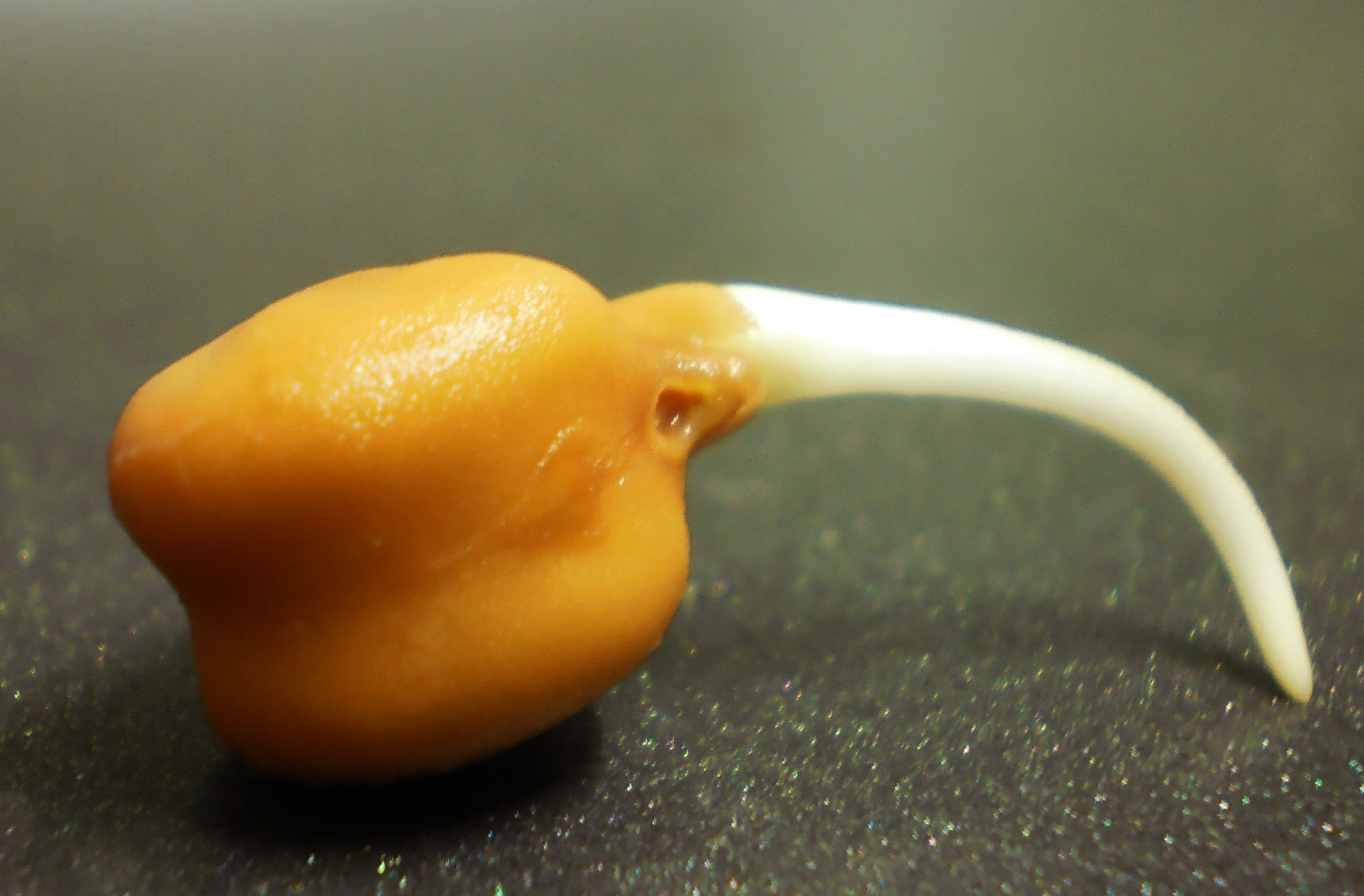
Brot germinat d'un cigró

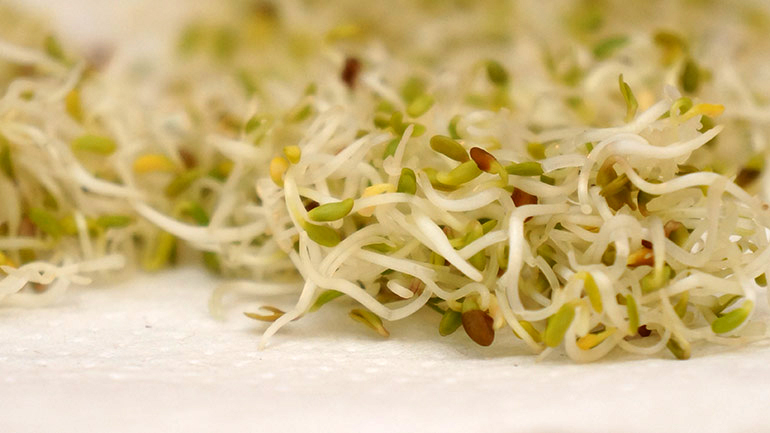
Brot germinat d'alfals

Els brots germinats són el producte de llavors que han germinat i s'han desenvolupat en aigua o en un altre mitjà i es recol·lecten abans que apareguin les fulles veritables (nomòfils). Estan destinats a ésser consumits sencers, inclosa la llavor.
El seu contingut nutricional és equiparable al de fruites i verdures, però són més rics en enzims i clorofil·la, els quals són molt importants per la seva acció antianèmica, revitalitzant i antitòxica. Els germinats són aliments complets i el seu cultiu és possible en qualsevol època de l'any i en qualsevol lloc del món. El cicle de germinació i collita és tan sols d'una setmana i tenen un rendiment elevat. Són una bona font d'energia, proteïnes, vitamines, minerals i fibra.
Una dieta equilibrada i rica en germinats pot afavorir els processos de desintoxicació i depuració, enfortint el sistema immunitari, facilitant la digestió i reduint el colesterol. En general, ajuda al metabolisme per la seva acció reconstituent.
Durant els últims anys ha augmentat la demanda per aquest tipus de producte. El consum cru i les característiques del propi procés de germinació poden provocar infeccions alimentàries, per mor de toxines produïdes per diferents microorganismes, com ara les toxines Shiga sintetitzades per Escherichia coli.

## Procés de germinació

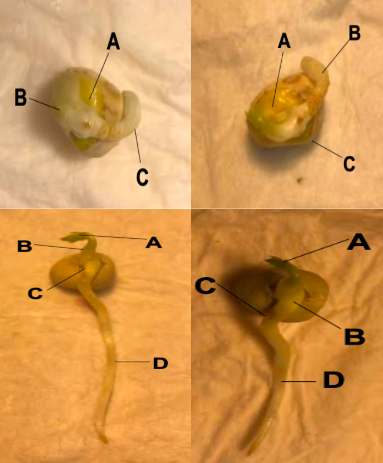
Llavors de pèsol en dues etapes diferents del procés de germinació. Les dues fotos superiors mostren dues llavors diferents al començament del procés de germinació, mentre que les dues inferiors mostren les mateixes dues llavors al final del procés de germinació, quan han aparegut els brots primaris.

Per germinar calen unes condicions ambientals favorables perquè la plàntula realitzi els diferents processos metabòlics per al seu desenvolupament, com ara un substrat humit, la disponibilitat d'oxigen (que permeti la respiració aeròbica) i una temperatura adequada.
Les condicions d'humitat, llum, temperatura i acidesa del sòl que són diferents d'una espècie a l'altra. Algunes llavors requereixen un temps a baixa temperatura (vernalització) per trencar la dormició. Altres, per exemple les cistàcies, només germinen després d'haver patit un incendi forestal. Altres llavors, com el saüc, han de passar pel tracte intestinal de mamífers o d'ocells per aflebir la coberta seminal i complir les condicions de germinació  
El procés de germinació té tres fases: hidratació, germinació i creixement.
En el cultiu de brots germinats per al consum humà s'han de tenir compte les particularitats de cada espècie per obtenir bons resultats en el moment desitjat. Cal mirar d'obtenir llavors de qualitat, madures i viables, conservades en les circumstàncies adequades per a cada espècie. A més, cal conèixer el grau d'humitat, la temperatura i el grau d'oxigen o de diòxid de carboni ideals per a l'espècie que es vol conrear.

## Els germinats des del punt de vista nutricional

### Tipus de brots germinats
Els brots germinats són un producte que es sol menjar cru i hi ha moltes varietats disponibles al mercat segons el seu origen: 
- Brots de mongetes i pèsols : llenties, adzuki, cigrons, soja, mongeta, mongeta negra, fesol, pèsol verd i pèsols de neu.

- Brots de cereals: arròs integral, el blat sarraí, l’amarant, el kamut, la quinoa i els germinats de civada.

- Brots vegetals o de fulles: rave, bròquil, remolatxa, mostassa verda, trèvol, cres i fenugrecs.

- Brots de nous i llavors: ametlles, raves, llavors d'alfals, llavors de carabassa, llavors de sèsam o germinats de gira-sol.

Nutrients dels brots germinats
Aquest tipus d'aliment és molt ric en nutrients. Això és, en part, gràcies al procés de germinació, que produeix un augment dels nivells de proteïnes, àcid fòlic, magnesi, fòsfor, manganès i vitamines C i K en comparació amb les llavors abans de la brotada. Amés, tots aquests nutrients són fàcilment digeribles perquè el procés de germinació sembla que redueix la quantitat d'antinutrients (compostos que disminueixen la capacitat d’absorbir nutrients) fins un 87%.
Concretament, els nutrients que podem trobar als brots germinats poden ser:
- Aminoàcids essencials: les proteïnes que aporten els brots es converteixen en aminoàcids essencials. La manca d'aquests pot comportar l'aparició d'al·lèrgies, mal funcionament del sistema immunitari, debilitat, mala digestió i un envelliment prematur de les cèl·lules. La principal font en són els llegums.
- Beta-carotens: afavoreixen el creixement, el desenvolupament, la vista i el funcionament de l'aparell reproductor. Es trobaen principalment a l'alfals.
- Vitamina C: és una de les substàncies que més augmenta amb al procés de germinació.
- Vitamina B: ajuda a un bon funcionament del sistema nerviós. Es troba principalment a l'alfals, el blat i el sèsam.
- Vitamina E: Aquesta vitamina es produeix amb la germinació del blat. Actua com a antioxidant cel·lular. És un bon tonificant i protector del cor.
- Vitamina K: es troba també a l'alfals. Té propietats coagulants.
- Clorofil·la: aquesta s'absorbeix per la sang directament pel sistema limfàtic. Un cop al torrent sanguini, afavoreix el metabolisme cel·lular, és a dir, la defensa, resistència i capacitat regeneradora de les cèl·lules. També afavoreix la respiració i la depuració de la sang i col·labora en l'equilibri àcid-base. Les principals llavors germinades que aporten aquest nutrient són el blat i l'alfals.
- Calci, potassi i ferro.
- Oligoelements: els brots germinats aporten iode, zinc, seleni, silici, crom i cobalt.
- Enzims: en menjar brots germinats crus, els enzims diastases ajuden a la digestió de fibra, greixos i proteïnes.

A part d'aquests elements nutricionals, els brots germinats aporten molt poques calories.

### Factors anti-nutricionals
Alguns llegums, inclosos els brots germinats, poden contenir factors antinutricionals que es poden veure reduïts pels processos de remull, germinació i cocció. Per això, es recomana no menjar llegums crus en grans quantitats amb una freqüència elevada (no més de 550 g diaris) ja que pot afavorir l'acció d'aquests factors anti-nutricionals.
Els àcids fítics són presents a grans i llavors de cereals, llegums, llavors oleaginoses entre d'altres com a principal reservori de fòsfor. A valors a pH comuns a l'aliment i sota les condicions necessàries, els àcids fítics es carreguen negativament i tenen potencial per captar cations o altres grups moleculars carregats positivament. D'aquesta manera poden formar complexos amb minerals, inhibint-ne la funció i absorció.
La capacitat per reduir la quantitat d'àcid fític o promoure l'activitat de les fitases (enzims degradadors d'àcid fític) mitjançant la cocció, el remull o la germinació és poc o gens efectiva a partir d'una elevada concentració d'àcid fític; actualment s'està investigant aquest camp. S'ha demostrat que, eliminant els àcids fítics, s'incrementa considerablement l'absorció de minerals com el ferro o el zinc.
La microbiota del cos humà té la capacitat de degradar completament aquests àcids. També es pot dur a terme per l'activitat fitasa present als cereals i llavors de brots germinats. Aquests processos es poden veure afavorits mitjançant la cocció, remull i germinació a baixes concentracions d'àcid fític.

### Propietats
Els brots germinats, gràcies a la seva riquesa nutricional, poden ajudar a prevenir malalties o a tractar les que ja es pateixen. També aporten beneficis per a la salut i la nutrició. Podem dir que els brots germinats:
- Afavoreixen els processos de desintoxicació, depuració i eliminació de residus als teixits o la sang.
- Reforcen del sistema immunitari.
- Aporten antioxidants per combatre l'acció de radicals lliures.
- Estimulen de les secrecions del pàncrees.
- Faciliten la digestió, activen els processos de regeneració i desinflamació de l'aparell digestiu i revitalitzen els mecanismes metabòlics interns.
- Milloren el funcionament intestinal, alleugen el restrenyiment i reforcen la microbiota intestinal.
- Contribueixen a eliminar gasos i altres substàncies de rebuig.
- Baixen els nivells de colesterol.
- Contribueixen a mantenir l'elasticitat de les artèries.
- Retarden l'envelliment.

A més, cal afegir que el seu consum està recomanat en casos d'anèmia a causa de la seva riquesa en clorofil·la. També serveixen d'ajuda en persones amb estómac delicat.

## Cultiu casolà de brots germinats

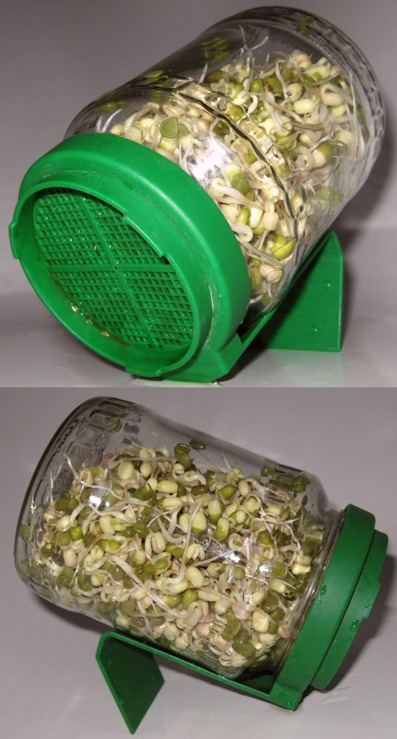
Manteniment de les llavors en recipient inclinat un cop escorreguda l'aigua.

Aquests aliments són de gran interès a la cuina actual i es poden preparar de manera casolana. Per tal de cultivar-los, s'han de seguir unes recomanacions:
1. Renteu els llegums, grans, o llavors i poseu-los en remull en un recipient cobert amb una gasa o tela fina.
2. Deixeu el recipient amb les llavors en un lloc fosc i càlid de 9 a 12h. Hi ha algunes llavors que s'han de deixar més temps com l'alfals i el fenigrec (12-15h).
3. Un cop passat aquest temps, escorreu l'aigua i esbandiu amb aigua tèbia.
4. Torneu a introduir els grans o llavors al mateix recipient inclinat de manera horitzontal i aneu-los esbandint periòdicament amb aigua 2 o 3 cops al dia durant els tres primers dies i després un cop al dia. És necessari mantenir les llavors humides i ben oxigenades per tal que no hi creixin fongs per l'excés d'aigua i la baixa concentració d'aire.
5. A partir del quart o cinquè dia ja es poden observar els primers brots. Quan aquests han assolit uns 2-3 cm, s'han d'exposar a llum solar indirecta cada 2h per tal d'afavorir el creixement de les fulles. Això ajudarà a augmentar la producció de vitamina C i a un millor gust del brot germinat.
6. Quan es completa la germinació, els brots es poden conservar en refrigeració, però s'han de mantenir sense aigua, secs. Poden durar fins a una semana refrigerats sense fer-se malbé.

Es poden consumir amb o sense closca. Per tal d'extreure-la, s'han de deixar en remull i la closca surt per si sola.

## Història dels brots germinats
En les últimes dècades, l’interès pels brots germinats ha anat en augment a Occident, però realment el seu consum es remunta a mil·lennis enrere: cap al 8000 a.C. els primers pans que es van fer es feia amb blat o altre tipus de cereals i emmagatzemat en condicions humides que feien que les llavors germinessin. Després, es trituraven aquests brots germinats, se'ls donava forma de panets i es deixaven al foc. Així obtenien un aliment molt fàcil de transportar. Els primers indicis del seu ús es troben a Àsia, i la teoria més acceptada indica que es va introduir des de l'Orient Mitjà i l'Est del Mediterrani i des d'allà es va propagar a l'Antiga Xina. La humanitat va trobar en els brots germinats una gran font d'aliment, fet que, en part, va contribuir al desenvolupament de la vida comunitària.
Varen ser els xinesos els primers en aplicar i treure profit dels brots germinats. Se sap que ja des de fa 5000 anys enrere els metges xinesos donaven brots germinats als seus pacients com a remei per múltiples trastorns. Els germinats han continuat des de l’antiguitat fins ara formant part de la dieta asiàtica. No obstant, Occident ha trigat molt de temps en reconèixer els seus valors nutricionals.

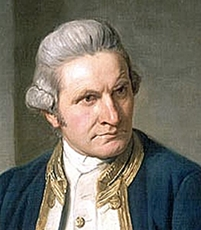
Retrat del capità James Cook.

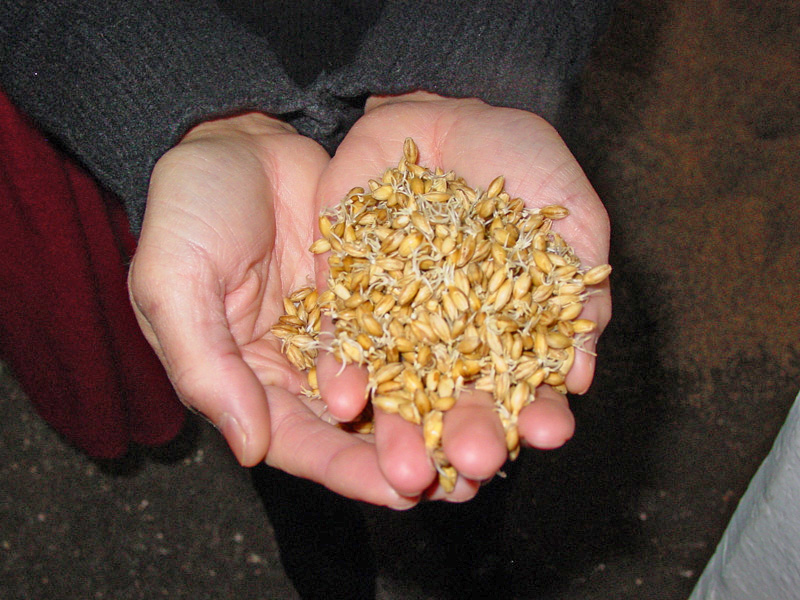
Ordi germinat.

Al segle XVIII d.C., molts mariners morien durant les travessies a causa l'escorbut, una malaltia causada per dèficit de vitamina C, necessària per a la síntesi del col·lagen. Com que la dieta dels mariners es basava en aliments que es poguessin emmagatzemar durant molt de temps, només constava de cereals secs i carn salada i no portaven fruita ni hortalisses que aportartessin vitamina C. Durant aquesta època semblava inevitable que un gran percentatge de la tripulació morís durant les travessies llargues. Per aquest motiu destaca la gesta del capità anglès James Cook, que va ser capaç de fer dues llargues travessies, una del 1768 al 1771 capitanejant el HMB Endeavour pels mars del sud (passant pel Cap Horn, Tahití, el nord d'Austràlia i el sud d'Àfrica) i un altre del 1772 al 1775 a les Índies, amb cap baixa per escorbut. Aquest fet va propiciar que al 1778 la Royal Society of London li atorgués la medalla Copley. El capità Cook proporcionava als seus mariners el que ell anomenava “Sweet-Wort”, cervesa no fermentada basada en una infusió d'ordi germinat assecat (malteat). Els donava una ració diària d’aquesta infusió i, quan un dels mariners tenia el mínim símbol d’escorbut, rebia de 5 a 6 racions. James Cook va utilitzar aquesta beguda per recomanació del Dr. David MacBride i Mr. Pelham, secretari dels “Victualling Commissioners” (un organisme encarregat de la marina real britànica), els quals havien dut a terme una sèrie d’experiments amb l’ordi germinat com a possible tractament per l'escorbut i ho volien posar a prova.
L'any 1938 a l'Índia, diverses males collites van causar una gran escassetat d’aliment. Això va provocar la mort de milers de persones a causa de la fam i l'escorbut. El gener de 1940, es va anunciar un pla per pal·liar els efectes devastadors que provocava aquesta fam. En aquest pla, es va subministrar a cadascuna de les 200.000 persones que formaven part del programa una unça (28,35 grams) de gra brotat i assecat o cigrons dos cops per setmana. Després de 4 mesos de racionament, no es van detectar nous casos d’escorbut, i, a finals d’abril del mateix any, ja es va considerar que el pla havia estat exitós i ja no era necessari. Independentment d’això, a finals de setembre de 1940 es veié que hi va haver més d'un miler de morts per escorbut que en els anys anteriors. Això va provocar que el gener de 1941 es tornés a introduir el programa, ara en 140.00 persones, i altre cop els casos d’escorbut van reduir-se a zero després de 4 mesos.
Els brots germinats també aporten grans quantitats de proteïnes. Per aquesta raó, durant la Segona Guerra Mundial, el Dr. Clive McCay de l'escola de nutrició de la Universitat de Cornell investigava possibles fonts de proteïnes alternatives per a la població dels Estats Units. El doctor temia la possibilitat que la guerra causés falta d’aliments rics en proteïnes com la carn d’aviram o la carn roja; tal com succeïa en aquell moment. El Dr. McCay va determinar que els brots germinats de llavors, gra, mongetes i sobretot de soja eren una alternativa adequada com a font de proteïnes. Sota aquell context, es va iniciar una campanya per part del Govern dels Estats Units per tal d’ensenyar als americans com cultivar i usar mongetes i llavors germinades. L’Oficina de Publicacions del Govern dels Estats Units es va encarregar de distribuir llibres en els quals s'explicava com fer germinar llavors i mongetes. Com que no es van produir mai les crisis d’escasseig de proteïnes, al final de la guerra els brots germinats van caure en l’oblit.
Tot i que no van ser una gran tendència durant la guerra, els últims anys han patit un augment en la seva popularitat. Actualment són molt comuns als supermercats i a les grans superfícies, i també es fàcil de veure'ls presents en amanides de bars i restaurants. Per tant, la seva importància en l’alimentació va en augment, i, com a conseqüència, també augmenta la seva importància econòmica i en la salut pública.

## Contaminació de les llavors germinades
La principal font de contaminació microbiana dels brots prové de les llavors, que no han estat desinfectades adequadament abans de la germinació. Durant el procés de germinació, es donen les condicions ideals per la multiplicació i distribució del patogen. Per tant, és important un tractament adient de la llavor i portar a terme unes bones pràctiques agrícoles.
El risc de contaminació d’un brot germinat es troba, per tant, molt associat a la producció i distribució de les llavors, a més del procés de germinació. Les llavors poden ser cultivades, recol·lectades, moltes i germinades localment o enviades pel tractament per part dels productors de brots. La contaminació per part de bacteris pot ocórrer en qualsevol punt de la cadena de preparació del producte. Durant la germinació, la quantitat de bacteris pot augmentar molt, resultant en un nivell alt de patògens als germinats encara que les densitats inicials de patògens a les llavors fossin mínimes. A més, la presència de bacteris als brots germinats no solen afectar les seves propietats organolèptiques com poden ser l'olor, el gust o l'aparença i, per tant, no es poden detectar a simple vista.

### Descontaminació brots germinats

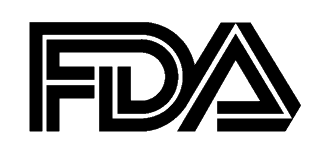
Logotip de la "Food and Drug Administration" (FDA)

Els mètodes proposats per reduir el risc de contaminació tenen en compte proves per garantir que no hi ha patògens a les llavors, a l’aigua de reg o als germinats així com la desinfecció de les llavors. Un dels mètodes més utilitzats és tractar les llavors amb 20000ppm d'hiploclorit de calci (Ca(Ocl)₂) abans de dur a terme el procés de germinació, reduint d’aquesta manera la densitat de patògens. L’ús d’àcids concentrats i el fet de sotmetre les llavors a altes temperatures o lleixius redueixen encara més els patògens, tot i que també poden reduir la taxa de llavors que germinen de manera substancial. Cap d’aquests mètodes pot eliminar completament els patògens de les llavors. La FDA (Food and Drug Administration) recomana, segons això, l’aplicació d’aquests 20000 ppm de Ca(Ocl)₂ abans de la germinació, així com la comprovació periòdica de la presencia de patògens entèrics als brots ja germinats i a l’aigua d’irrigació. Tot i així, hi ha una mancança de control en el seguiment d’aquestes pautes per part dels germinadors així com dels germinats que provenen de llavors ja infectades.

## Casos d'infeccions originades per brots germinats
L'any 1973, al Japó es va produir un brot de malalties gastrointestinals causat per llavors germinades i crues contaminades per Bacillus cereus. Les víctimes van patir els símptomes que consistien en nàusees i vòmits, seguit en alguns casos de rampes a l’abdomen i diarrea. Les investigacions bacteriològiques d’aquest cas sembla que indiquen que B. cereus ja es trobava present en les llavors prèviament a la germinació, i que va arribar a créixer fins a tenir una concentració en aquests brots superior a 107 ufc per gram, generant enterotoxines. Aquest fou el primer cas d’intoxicació alimentària associat a brots germinats descrit.
L'any 1995, als Estats Units i a Finlàndia es va produir un brot per Salmonella enterica subsp. enterica serotip Stanley. Aquesta sèrie de casos es va investigar pel mètode d’estudi de casos i controls a Arizona, Michigan i a Finlàndia, aïllant el serotip i també rastrejant i cultivant el microorganisme a partir de mostres d’aliments implicats. En aquest cas es va veure que la causa havia estat el consum d’alfals, el qual tenia els seus brots contaminats. Concretament es va veure que el causant havia estat una sèrie de llavors transportades per una empresa holandesa. Aquest cas va esdevenir molt preocupant perquè va causar infeccions en territoris molt allunyats entre si a partir d’un sol punt.
Aquell mateix any, el desembre de 1995 es va informar d’una sèrie d’infeccions per Salmonella però en aquest cas el serotip fou el Newport. Aquestes infeccions van tenir lloc a Oregon i a la Colúmbia Britànica únicament, no es van notificar en altres zones del Nord d’Amèrica. També es van detectar casos en uns altres sis estats cap a finals d’any i sense cap raó aparent. També es va estudiar pel mètode dels casos-controls i es va poder afirmar que la causa havia estat el consum de brots germinats de llavors d’alfals que estaven contaminades per Salmonella Newport, i que aquestes havien estat distribuïdes a diversos agricultors del Nord d’Amèrica, el que va causar un estès brot de salmonel·losi dispers durant diversos mesos.
Al juliol del 1996 llavors germinades de rave proveïdes als menjadors de les escoles de Sakai, Japó, van causar un brot de Escherichia coli O157:H7 enterohemorràgica en un total de 12680 alumnes. La majoria dels alumnes van mostrar símptomes de colitis hemorràgica amb dolor abdominal sever (72%), diarrea en un 82% dels casos i diarrea amb sang en un 27% dels casos. 120 casos van desenvolupar síndrome urèmica hemolítica (SHU) després de la colitis hemorràgica, provocant la mort en el cas de 3 nenes.
Des del maig fins al juliol del 2011, un dels majors brots de síndrome hemolítica urèmica i de diarrea sagnant va ser produït per la toxina Shiga de Escherichia coli O104: H4. En un principi,  la senadora d’Hamburg Cornelia Prüfer-Storcks va assegurar que el brot d’E. coli tenia el seu origen als cogombres procedents d'Espanya, segons les anàlisis efectuades per l'Institut d'Higiene d'Hamburg, iniciant d’aquesta manera la crisi del cogombre el 26 de maig. Dies després, es va poder confirmar que la soca d’E. coli trobada als cogombres era diferent a la causant del brot, i que el vertader origen es trobava als brots germinats d’un cultiu de la Baixa Saxònia.

## Legislació

Logotip de l'Autoritat Europea de Seguretat Alimentària (EFSA).

Els consumidors de brots germinats han incrementat molt durant els últims anys i com a conseqüència la seva producció. Per culpa del seu consum en cru i les característiques del propi procés de germinació que afavoreixen el creixement microbià aquests aliments han estat lligats a brots de toxiinfeccions alimentàries. Un punt i apart el va marcar el brot de toxiinfecció alimentària causat per Escherichia coli el maig de 2011 a Alemanya, on el consum de brots es va identificar com l’origen més probable de la crisi alimentària. Aquest fet va determinar que l'Autoritat Europea de Seguretat Alimentària (EFSA) emetés un dictamen científic sobre el risc provocat per E. coli productora de toxina Shiga i per altres bacteris patògens en llavors i en llavors germinades l’octubre de 2011. L'EFSA va assenyalar que la font de contaminació més probable d'aquesta crisi alimentària fos per llavors amb bacteris patògens, bacteris que es podien multiplicar durant la germinació i ser un risc per a la salut pública a causa de l’alta humitat i de les temperatures favorables que s'assoleixen durant aquesta.
Tenint en compte l'esmentat dictamen de l’EFSA, per tal d’evitar o reduir els possibles riscos de contaminació de les llavors germinades, i assegurar així la protecció de la salut pública a la Unió Europea, es van aprovar els següents reglaments:
- Reglament d'Execució (UE) núm. 208/2013, de la Comissió, d'11 de març de 2013, sobre requisits en matèria de traçabilitat dels brots i de les llavors destinades a la producció de brots.[1]
- Reglament (UE) núm. 209/2013, de la Comissió, d'11 de març de 2013, que modifica el Reglament (CE) no 2073/2005 pel que fa als criteris microbiològics per als brots i les normes de mostreig per a les canals d'aus de corral i la carn fresca d'aus de corral.[1]
- Reglament (UE) núm. 210/2013 de la Comissió, d'11 de març de 2013, sobre l'autorització dels establiments que produeixen brots en virtut del Reglament (CE) núm. 852/2004 del Parlament Europeu i del Consell.[1]
- Reglament (UE) núm. 211/2013 de la Comissió, d'11 de març de 2013, relatiu als requisits de certificació aplicables a les importacions a la Unió de brots i llavors destinades a la producció de brots.[1]

Per a l’aplicació correcta a Espanya d’aquests reglaments es va publicar el Reial decret núm. 379/2014, de 30 de maig pel qual es regulen les condicions d'aplicació de la normativa comunitària en matèria d'autorització d'establiments, higiene i traçabilitat, vàlid en el sector dels brots i de les llavors destinades a la producció de brots. No s'ha d’aplicar als brots que hagin rebut un tractament que elimini els riscos microbiològics, compatible amb la legislació de la Unió Europea.